# 星空ひかる
星空 ひかる（ほしぞら ひかる、1933年6月23日-）は、宝塚歌劇団花組主演男役スターの人物である。本名：曲谷和子。兵庫県神戸市出身。宝塚歌劇団時代の公称身長は162cm。宝塚歌劇団時代の愛称はおよし。宝塚歌劇団38期生。

## 来歴・人物
1951年、宝塚歌劇団入団。星組公演『春の踊り』で初舞台。宝塚入団時の成績は34人中8位。1952年、花組配属。
1965年8月30日をもって宝塚歌劇団を退団。最終出演公演の演目は花組・東京宝塚劇場公演『笛吹きと豚姫／天使が見ている』である。
2014年、古巣・宝塚歌劇団創立100周年記念で創立された『宝塚歌劇の殿堂』最初の100人のひとりとして殿堂入り。
夫は映画監督の曲谷守平。

## 宝塚歌劇団時代の出演作品
- 『巴里のモツアルト』『国姓爺合戦』（花組）（1955年12月2日 - 12月26日、宝塚大劇場）
- 『帰らざる女』（花組）（1956年7月1日 - 7月30日、宝塚大劇場）
- 『天使と山賊』（花組）（1956年11月1日 - 11月29日、宝塚大劇場）
- 『春の踊り』第一部　花の歌舞伎、第二部　花のエキスプレス（花組）（1957年5月1日 - 5月30日、宝塚大劇場）
- 『年忘れ狸御殿』『花姿宝塚踊り』（全組合同）（1957年12月1日 - 12月25日、梅田コマ劇場）
- 『家なき天使』（花組）（1959年6月2日 - 6月29日、宝塚大劇場）
- 『わらべ唄風土記』（花組）（1960年2月3日 - 2月28日、宝塚大劇場）
- 『阿波踊り（わらべ唄風土記）』『東京の空の下』（花組）（1960年6月1日 - 6月29日、宝塚大劇場）
- 『狐と雨と花』『ショウ・イズ・オン』（花組）（1960年11月1日 - 11月30日、宝塚大劇場）
- 『ポニイ・レディー』（花組）（1961年3月1日 - 3月21日、宝塚大劇場）
- 『シューベルトの恋』『幸せがいっぱい』（花組）（1961年11月1日 - 11月26日、宝塚大劇場）
- 『宝塚百花譜(ハナクラベ)』『華麗なる千拍子』（全組合同）（1961年12月1日 - 12月25日、梅田コマスタジアム）
- 『春の饗宴』『レ・ガールス－魅せられし女性論－』（花組）（1962年2月3日 - 2月27日、宝塚大劇場）
- 『哀愁の巴里』（花組）（1962年6月2日 - 7月1日、宝塚大劇場）
- 『皇帝と魔女』（花組）（1962年8月1日 - 9月2日、宝塚大劇場）
- 『春宵夢』『タカラジェンヌに栄光あれ』（花・星組）（1963年1月1日 - 1月31日、宝塚大劇場）
- 『虹のオルゴール工場』（花組）（1963年7月2日 - 7月31日、宝塚大劇場）
- 『いろはにほへと』『ラテン・アメリカ』（花組）（1963年10月1日 - 10月29日、宝塚大劇場）
- 『南の哀愁』『これぞ!タカラヅカ』（花組）（1964年1月1日 - 1月28日、新宿コマ劇場）
- 『レビュー・オブ・レビューズ』（花・雪合同）（1964年5月7日 - 5月31日、宝塚大劇場）
- 『洛陽に花散れど』『天使が見ている』（花組）（1964年6月30日 - 8月2日、宝塚大劇場）
- 『世界は一日』（花組）（1964年9月2日 - 9月29日、宝塚大劇場）
- 『われら花を愛す』『エスカイヤ・ガールス』（花組）（1965年3月3日 - 3月23日、宝塚大劇場）
- 『笛吹きと豚姫』『ぼくらの時代』（花組）（1965年6月2日 - 6月29日、宝塚大劇場）

## 映画
- 夕凪（1957年9月15日、東宝）- クロークの女B 役